# Condado de Outagamie
O Condado de Outagamie é um dos 72 condados do Estado americano do Wisconsin. A sede do condado é Appleton, e sua maior cidade é Appleton. O condado possui uma área de 1 669 km² (dos quais 11 km² estão cobertos por água), uma população de 160 971 habitantes, e uma densidade populacional de 97 hab/km² (segundo o censo nacional de 2000). O condado foi fundado em 1851.